# Panir

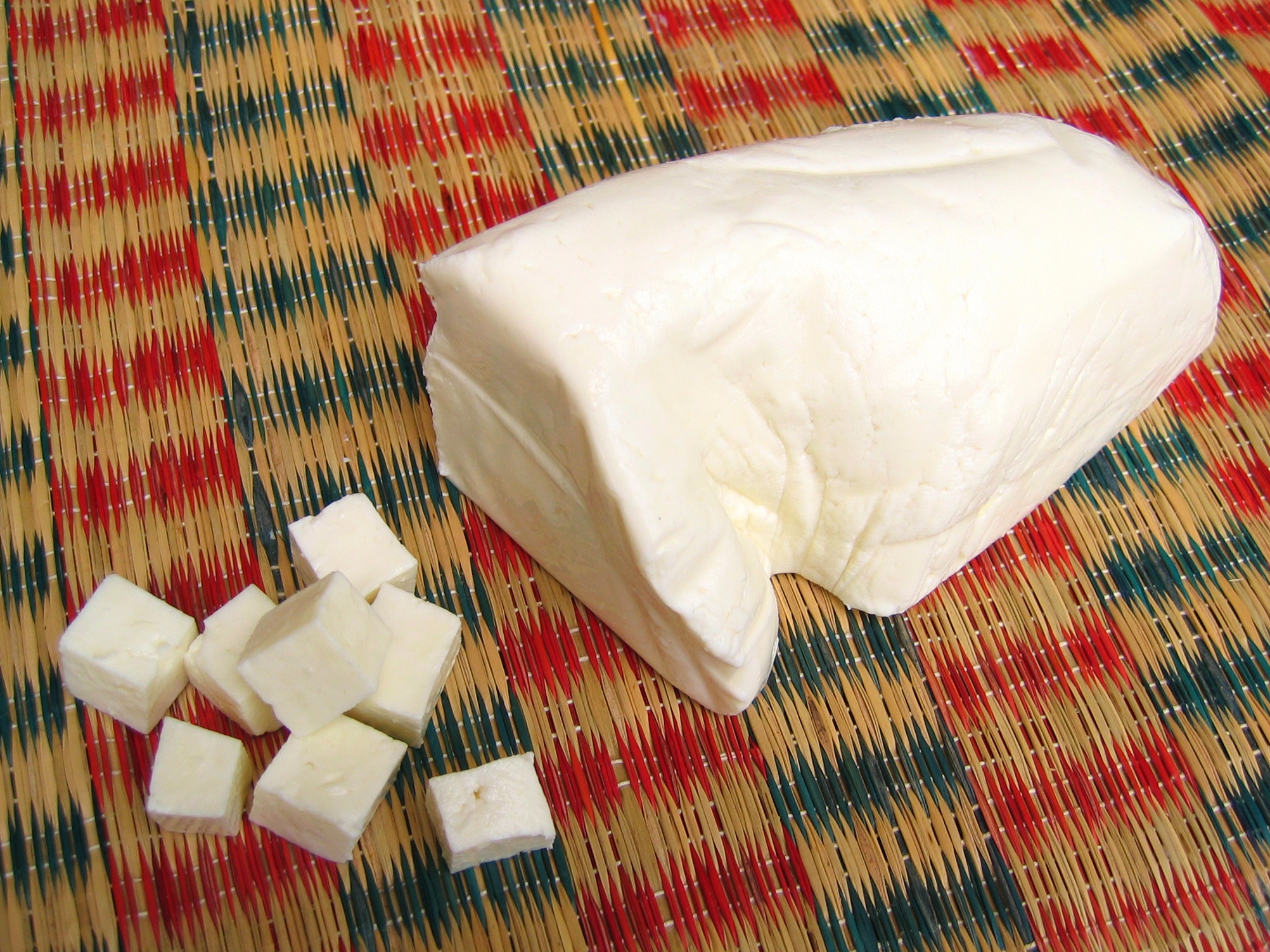
Panir

Panir (hindi: पनीर, englisch: Paneer, von persisch پنیر, DMG panīr, ‚Käse‘) ist ein südasiastischer Frischkäse aus Kuhmilch mit krümeliger bis schnittfester Konsistenz. Er wird beispielsweise als Einlage in Currys verwendet.

## Etymologie
Das Wort Panir leitet sich vom persischen panir (پنیر) „Käse“ ab, das aus dem Altiranischen stammt. Phonetisch ähnlich klingende Wörter gibt es auch im Hindi-Urdu mit panīr  (पनीर), dem armenischen panir (պանիր), dem aserbaidschanischen pəndir, dem bengalischen ponir (পনির), dem türkischen peynir und dem turkmenischen peýnir, die alle vom persischen panir abgeleitet sind.

## Verwendung
Ein beliebtes Gericht aus Nordindien ist z. B. Palak Panir, ein Curry auf der Basis von Spinat (Hindi: pālak पालक) mit gewürfeltem Panir. Der Frischkäse kann auch in einem Teig aus Kichererbsenmehl frittiert und als Snack serviert (Panir Pakoda) oder anderweitig verarbeitet werden. Angebraten und mit Tomatensoße und Butter aufgekocht wird er als vielseitige Beilage oder Soße genutzt (Panir Makhani). Auch in einigen indischen Süßspeisen wie Roshogulla ist Panir eine Hauptzutat. Er ist als haltbares Milchprodukt eine bedeutsame Quelle von tierischem Eiweiß.

## Herstellung
Milch wird aufgekocht und zum Beispiel durch Zugabe von Essig oder Zitronensaft zum Gerinnen gebracht. Die geronnenen Bestandteile der Milch werden mit Hilfe eines feinen Stofftuchs von der Molke getrennt, mit kaltem Wasser abgespült und gepresst.